# Сесілія Дальман
Сесілія Дальман (швед. Cecilia Dahlman; нар. 24 липня 1968) — колишня шведська тенісистка.
Найвищу одиночну позицію світового рейтингу — 63 місце досягла 23 липня 1990, парну — 95 місце — 23 квітня 1990 року.
Здобула 2 одиночні титули.
Найвищим досягненням на турнірах Великого шолома було 2 коло в одиночному розряді.

## Фінали Туру WTA

### Одиночний розряд 2
| Легенда                       |   |
| Великий шлем                  | 0 |
| Чемпіонати WTA                | 0 |
| Турніри I-ї категорії         | 0 |
| Турніри II-ї категорії        | 0 |
| Турніри III-ї категорії       | 0 |
| Турніри IV-ї та V-ї категорій | 2 |

| Результат | W-L | Дата     | Турнір                     | Покриття | Суперниця         | Рахунок       |
| --------- | --- | -------- | -------------------------- | -------- | ----------------- | ------------- |
| Перемога  | 1.  | Вер 1989 | Athens Trophy 1989, Греція | Ґрунт    | Рейчел Макквіллан | 3–6, 6–1. 5–7 |
| Перемога  | 1.  | Вер 1990 | Athens Trophy, Греція      | Ґрунт    | Катя Пікколіні    | 7–5, 7–5      |

## Фінали ITF

### Фінали в одиночному розряді: (4-5)
| турніри $100,000 |
| турніри $75,000  |
| турніри $50,000  |
| турніри $25,000  |
| турніри $10,000  |

| Результат | Ранг | Дата              | Турнір                            | Покриття   | Суперниця           | Рахунок       |
| Перемога  | 1.   | 28 жовтня 1985    | Пітерборо, Велика Британія        | Тверде     | Нора Байчикова      | 7–5, 6–2      |
| Перемога  | 2.   | 11 листопада 1985 | Лондон, Велика Британія           | Тверде     | Ніколе Мунс-Ягерман | 2–6, 6–4, 6–1 |
| Перемога  | 3.   | 4 травня 1986     | Саттон, Велика Британія           | Ґрунт      | Наташа Звєрєва      | 6–2, 3–6, 6–0 |
| Поразка   | 4.   | 3 листопада 1986  | Лондон, Велика Британія           | Трава      | Чілла Бартош-Черепі | 0–6, 6–3, 5–7 |
| Поразка   | 5.   | 12 січня 1987     | Гельсінкі, Фінляндія              | Килим      | Радка Зрубакова     | 2–6, 6–2, 0–6 |
| Поразка   | 6.   | 30 листопада 1987 | Будапешт, Угорщина                | Ґрунт      | Катрін Єкселл       | 2–6, 2–6      |
| Перемога  | 7.   | 3 жовтня 1988     | Істборн, Велика Британія          | Тверде (i) | Карін Баккум        | 7–6, 6–0      |
| Поразка   | 8.   | 10 жовтня 1988    | Телфорд (Англія), Велика Британія | Тверде (i) | Аманда Гранфелд     | 3–6, 6–7      |
| Поразка   | 9.   | 21 жовтня 1991    | Свіндон, Велика Британія          | Килим      | Ельс Калленс        | 6–3, 5–7, 4–6 |

### Фінали в парному розряді (1-2)
| Результат | Ранг | Дата           | Турнір               | Покриття  | Партнерка         | Суперниці                           | Рахунок             |
| --------- | ---- | -------------- | -------------------- | --------- | ----------------- | ----------------------------------- | ------------------- |
| Перемога  | 1.   | 12 січня 1987  | Гельсінкі, Фінляндія | Килим     | Лаура Маенністое  | Дениса Крайчовичова Радка Зрубакова | 6–7, 7–6(0), 7–6(5) |
| Поразка   | 2.   | 5 вересня 1988 | Порту, Португалія    | Ґрунт     | Гелена Дальстрем  | Сандрін Жаке Мартіна Павлік         | 3–6, 1–6            |
| Поразка   | 3.   | 20 січня 1992  | Берген, Норвегія     | Килим (i) | Амі Єнссон Роголт | Катаріна Бернстейн Анніка Нарбе     | 1–6, 4–6            |